# Коста Мазнага
Ко̀ста Мазна̀га (на италиански: Costa Masnaga, на западноломбардски: Masnàga, Мазнага) е малко градче и община в Северна Италия, провинция Леко, регион Ломбардия. Разположено е на 318 m надморска височина. Населението на общината е 4779 души (към 2014 г.).